# أجلونيما ثلاثية الألوان
أجلونيما ثلاثية الألوان (الاسم العلمي:Aglaonema tricolor) هي نوع من النباتات يتبع جنس الأجلونيما من الفصيلة اللوفية.